# Вардар (1906 – 1940)
Вижте пояснителната страница за други значения на Вардар.
„Вардар“ (на сръбски: Вардар) е сръбско списание, календар, излизало в Белград от 1906 до 1940 година като орган на „Кръга на сръбските сестри“.
Списанието започва да излиза в 1906 година, за да служи като народна читанка. Идеята е на подпредседателката на дружеството Станислава Сондермайер. Редактори на първия брой са дипломатите Иван Иванич и Милойко Веселинович. Тиражът за времето е огромен - 10 000 броя, като по-късно са допечатани още 5000 бр. В навечерието на Балканските войни тиражът на „Варадар“ достига 40 000 екземпляра. Мотото на всеки брой са стиховете „На Вардара“ от Воислав Илич Младши. В списанието пишат видни имена на сръбската наука и култура. Автори в първите броеве са Петър Кочич, Янко Веселинович, Иво Андрич, Алекса Шантич, Джура Якшич, Стефан Владислав Качански.
„Вардар“ публикува календар за 4 вероизповедания – православие, католицизъм, юдаизъм и ислям. Последният брой на „Вардар“ излиза в края на 1940 година за 1941 година.